# Corneel De Coster
Corneel De Coster (* 13. Oktober 1912 in Elewijt, Brabant; † 18. November 1985 in Vilvoorde) war ein belgischer Radrennfahrer und nationaler Meister im Radsport.

## Sportliche Laufbahn
De Coster begann relativ spät, mit 21 Jahren, mit dem Radsport. Er war im Straßenradsport aktiv. 1935 wechselte in die Klasse der Unabhängigen und gewann in dieser Klasse seinen einzigen nationalen Titel. Dies gelang ihm 1936 in der Meisterschaft im Straßenrennen, als er vor René Walschot siegte. Parallel zum Radsport spielte er auch Fußball. 1938 wurde er 15. im Rennen Lüttich–Bastogne–Lüttich, das von Alfons Deloor gewonnen wurde.